# Chavannes-près-Renens
Pour les articles homonymes, voir Chavannes.
Chavannes-près-Renens est une commune suisse du canton de Vaud. Située dans le district de l'Ouest lausannois, elle fait partie de l'agglomération lausannoise.

## Géographie

### Situation

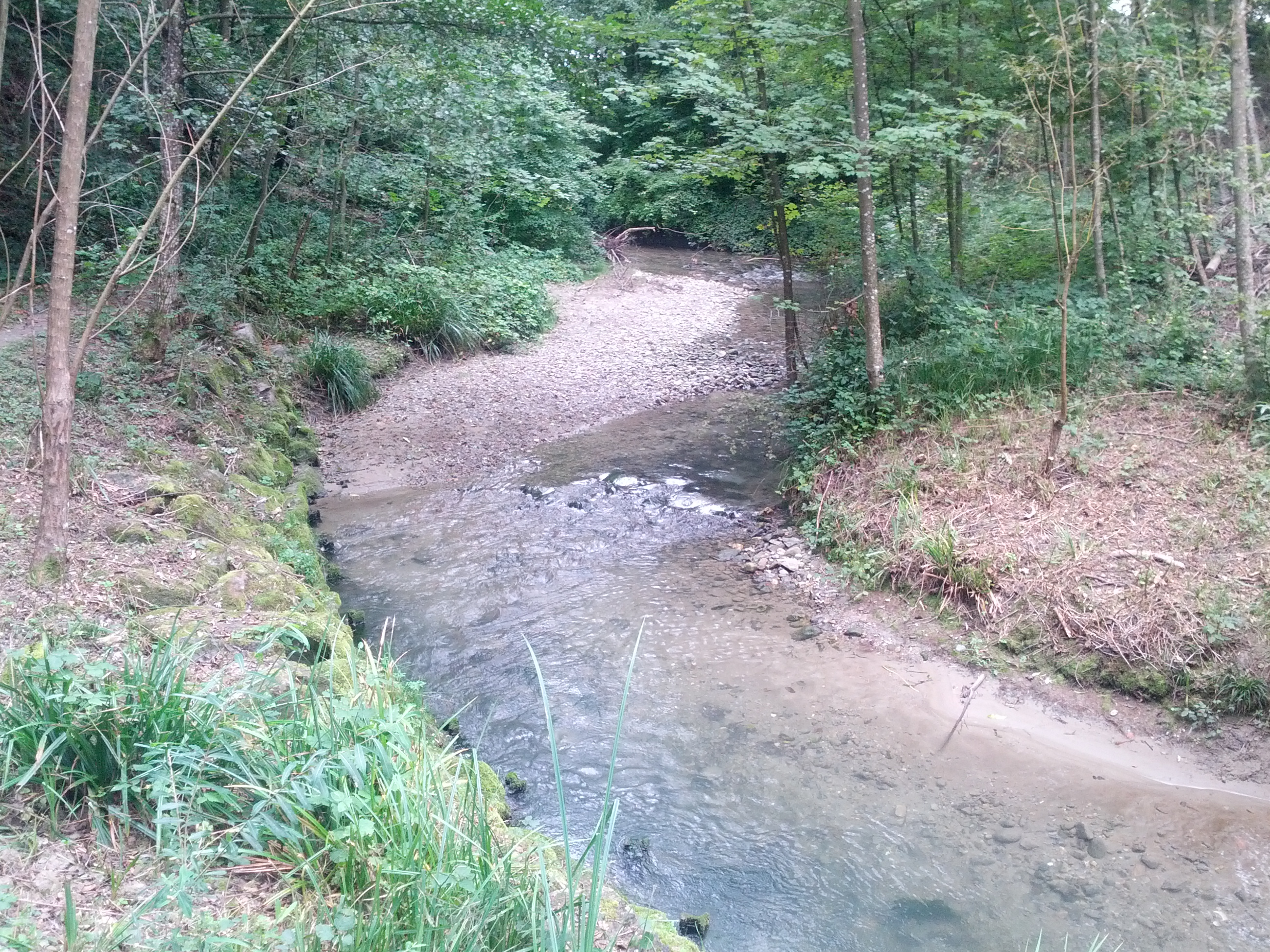
La Sorge peu avant sa confluence avec la Mèbre : frontière naturelle entre Écublens (rive sur la gauche de l'image) et Chavannes-près-Renens (rive sur la droite de l'image).

Chavannes-près-Renens se situe dans l'Arc lémanique, dans le canton de Vaud, sur la rive nord du Léman, sans border le lac pour autant. La localité se trouve sur le plateau vaudois, à vol d'oiseau à environ 6,25 kilomètres à l'est de la gare de la ville de Morges et à 4,5 kilomètres à l'ouest du centre-ville de Lausanne, la capitale du canton.
| Écublens | Crissier              | Renens   |
| Écublens | Chavannes-près-Renens | Renens   |
| Écublens | Saint-Sulpice         | Lausanne |

Le territoire communal s'étend sur un sol majoritairement composé de molasse, d'argile, de marne et d'une moraine sablo-gravleuse au nord-est. Cette dernière est issue, — comme la moraine voisine de Dorigny — du retrait, il y a 15 000 ans, du glacier du Rhône du plateau suisse. Le tracé du territoire de Chavannes-près-Renens se calque en outre en partie sur le parcours respectif de deux rivières : la Mèbre et la Sorge. Si la première traverse la commune à l'est, la seconde sert de frontière avec Écublens à l'ouest et au sud. Les deux cours d'eau finissent par confluer au sud du territoire communal pour former la Chamberonne.

### Climat
Selon la classification de Köppen, Chavannes-près-Renens dispose d'un  climat océanique chaud sans saison sèche (Cfb). La station de mesure météorologique utilisée par MétéoSuisse pour fournir les données climatiques et météorologiques de Chavannes-près-Renens se situe dans l'est lausannois à Pully.
| Mois                                              | jan. | fév. | mars | avril | mai  | juin | jui. | août | sep. | oct. | nov. | déc. | année |
| ------------------------------------------------- | ---- | ---- | ---- | ----- | ---- | ---- | ---- | ---- | ---- | ---- | ---- | ---- | ----- |
| Température minimale moyenne (°C)                 | 0,3  | 0,7  | 3,5  | 6,4   | 10,7 | 13,8 | 16,1 | 15,9 | 12,6 | 9,1  | 4,2  | 1,4  | 7     |
| Température moyenne (°C)                          | 2,2  | 3    | 6,6  | 10    | 14,4 | 17,8 | 20,3 | 19,7 | 15,8 | 11,6 | 6,1  | 3,2  | 10,9  |
| Température maximale moyenne (°C)                 | 4,4  | 5,6  | 10,1 | 14    | 18,7 | 22,4 | 25   | 24,4 | 19,8 | 14,6 | 8,6  | 5,3  | 14,4  |
| Nombre de jours avec gel                          | 13,2 | 10,3 | 4,6  | 0,3   | 0    | 0    | 0    | 0    | 0    | 0,1  | 3,3  | 10   | 41,8  |
| Nombre de jours avec température maximale ≤ 0 °C  | 3,5  | 2    | 0,1  | 0     | 0    | 0    | 0    | 0    | 0    | 0    | 0,3  | 1,9  | 7,8   |
| Nombre de jours avec température maximale ≥ 25 °C | 0    | 0    | 0    | 0,1   | 2    | 9,6  | 16,5 | 13,9 | 2    | 0,1  | 0    | 0    | 44,2  |
| Nombre de jours avec température maximale ≥ 30 °C | 0    | 0    | 0    | 0     | 0,1  | 1,1  | 2,9  | 1,6  | 0    | 0    | 0    | 0    | 5,7   |
| Ensoleillement (h)                                | 72   | 97   | 159  | 179   | 201  | 229  | 252  | 234  | 183  | 128  | 79   | 58   | 1 872 |
| Précipitations (mm)                               | 77   | 67   | 78   | 87    | 117  | 112  | 92   | 110  | 114  | 113  | 93   | 92   | 1 153 |
| dont neige (cm)                                   | 10,9 | 14,3 | 1,6  | 0,2   | 0    | 0    | 0    | 0    | 0    | 0    | 1,1  | 7    | 35,1  |
| dont nombre de jours avec précipitations ≥ 1 mm   | 10,1 | 8,8  | 10,2 | 9,8   | 12,1 | 10,4 | 9    | 9,5  | 8,8  | 10,1 | 10,2 | 10,7 | 119,7 |
| Humidité relative (%)                             | 78   | 73   | 68   | 66    | 67   | 66   | 65   | 68   | 73   | 78   | 78   | 78   | 72    |
| Nombre de jours avec neige                        | 2,9  | 2,8  | 1,3  | 0,1   | 0,9  | 0    | 0    | 0    | 0    | 1,2  | 0,8  | 1,9  | 9,8   |

| Diagramme climatique                                  |          |           |         |             |             |          |             |             |            |          |          |
| J                                                     | F        | M         | A       | M           | J           | J        | A           | S           | O          | N        | D        |
| 4,40,377                                              | 5,60,767 | 10,13,578 | 146,487 | 18,710,7117 | 22,413,8112 | 2516,192 | 24,415,9110 | 19,812,6114 | 14,69,1113 | 8,64,293 | 5,31,492 |
| Moyennes : • Temp. maxi et mini °C • Précipitation mm |          |           |         |             |             |          |             |             |            |          |          |

### Morphologie urbaine

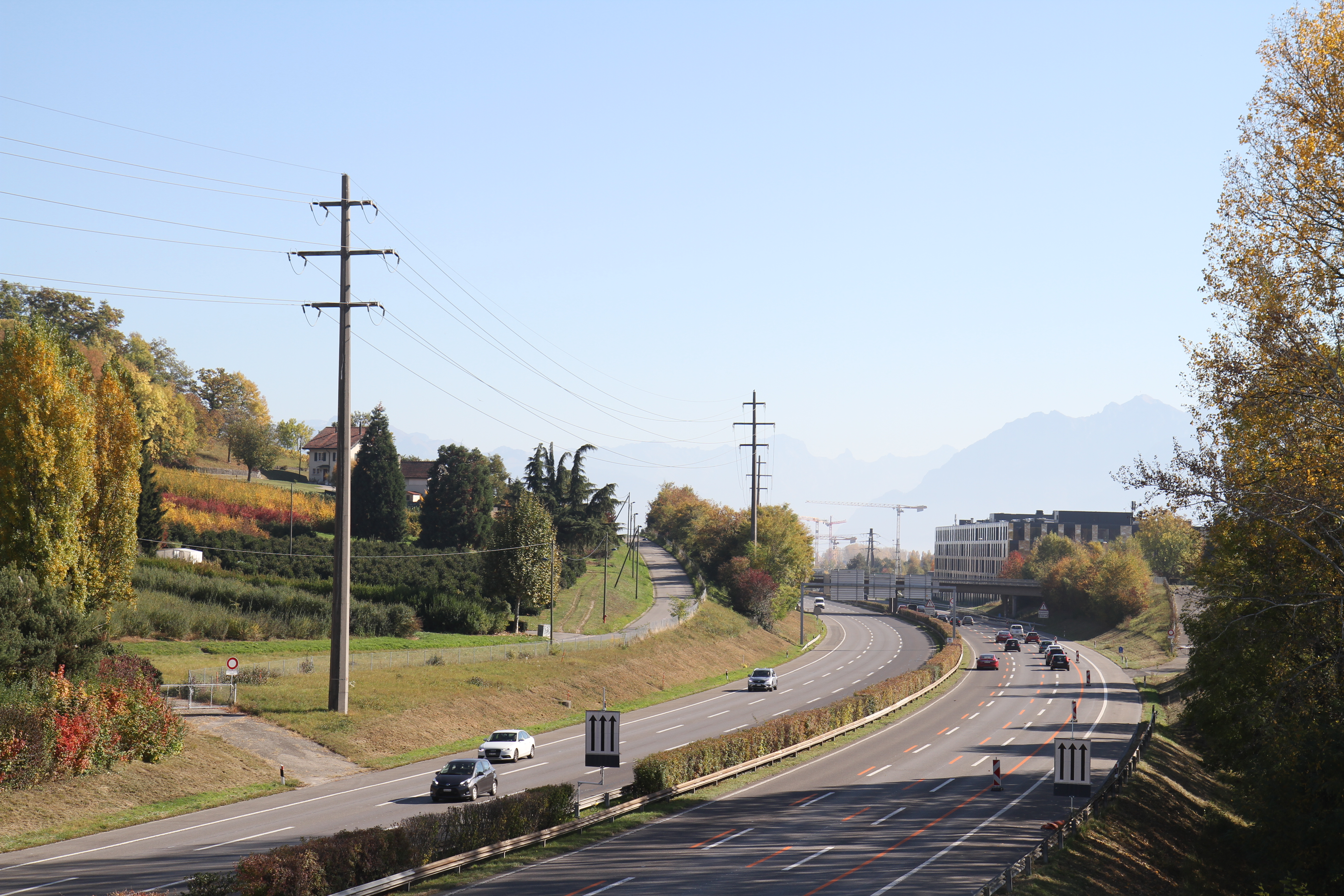
L'Autoroute A1 coupant Chavannes-près-Renens en deux. Point de vue en direction du sud de Lausanne : sur la droite le bâtiment Geopolis de l'Université de Lausanne. Les Alpes en arrière plan avec notamment le Grammont sur la droite.

Chavannes-près-Renens s’étend sur une surface de 1,65 km2. Lors du relevé de 2013-2018, les surfaces d'habitations et d'infrastructures représentaient 72,1 % de sa superficie, les surfaces agricoles 17,6 %, les surfaces boisées 9,7 % et les surfaces improductives 1,2 %.
En 2017, la continuité du tissu urbain entre Chavannes, Renens et Ecublens confirme l’appartenance de Chavannes-près-Renens à l'agglomération lausannoise. Abritant des usines du début du XXe siècle réaffectées à d’autres usages, le nord du territoire communal est le siège de l'hôtel de ville et de l'administration. De petits commerces et des centres commerciaux se retrouvent dans un ensemble de petites maisons particulières et d'immeubles. Plus au sud, l'urbanisation du territoire devient moins dense, laissant place à des villas éparses au milieu de bâtiments industriels plus récents. Le centre du territoire communal est marqué par l'autoroute A1 construite en tranchée, qui mène au sud de Lausanne et scinde la commune en deux. À cet endroit s'élèvent de nouveaux bâtiments imposants, bâti à la lisière de la forêt et au-delà de l'autoroute se dresse le nouveau quartier des Cèdres, avec sa future tour arborisé. Plus à l'Est, à la frontière avec la Capitale du canton de Vaud, se trouvent les dernière parcelles cultivées, où s'installera le futur campus Santé. Au sud du territoire de la commune, se situe l'ancien centre historique du village, où se dressent le Vieux-Collège, le Café de Chavannes, des fermes et granges historiques. On y trouve également les terrains de football de l'UNIL, une zone inondable, de nombreux bâtiments du campus de l'Université de Lausanne sur lequel se situent d'autres institutions comme l'Institut de hautes études en administration publique ou les Archives cantonales vaudoises. Depuis début 2020, cette partie du territoire communal compte une réalisation architecturale de taille : le Vortex. Il s'agit d'un bâtiment circulaire de huit étages situé à proximité du campus de l'Université de Lausanne. Son inauguration s'est déroulée en novembre 2019. Il a eu pour tâche initiale d'accueillir les athlètes des Jeux olympiques de la jeunesse d'hiver de 2020 organisé par la Ville de Lausanne. Puis, il est désormais destiné à être un logement pour étudiants capable de fournir un toit à 1 200 âmes,,.
Un quartier s'est développé au nord du territoire, en relation avec la gare de Renens, et un pôle urbain s'est créé au sud de la commune en relation avec le développement de l'UNIL, laissant le centre du village historique moins bâti. Ce développement chaotique hérité de la seconde moitié du XXe siècle se retrouve dans les autres communes de l’ouest lausannois et constitue désormais une problématique traitée dans le cadre d’ententes intercommmunales à l’échelle du district et de l’agglomération lausannoise,,.
La morphologie urbaine de Chavannes-près-Renens se transforme depuis les années 2000, à cause de la croissance ininterrompue de l'UNIL, qui empiète continuellement sur le territoire communal. Dans les années 2020, trois projets majeurs sont initiés :  Le premier est la densification du centre par la construction de deux grands immeubles de part et d'autre de l'avenue de la gare. Le deuxième est la prochaine sortie de terre de deux quartiers composés de logements et de commerces sur les parcelles cultivées à l'est du territoire communal, à la frontière avec Lausanne,. Ces nouveaux quartiers hébergeront le futur campus santé de l'université de Lausanne.
Le troisième se trouve à l'ouest de la commune à la frontière avec Écublens : il s'agit du futur quartier des Cèdres. Celui-ci est précisément pensé comme un nouveau centre pour la commune et devrait comprendre un gratte-ciel végétalisée de 117 mètres de haut,. Comme tous les projets ambitieux, celui de construire une tour élevée dans une zone moyennement dense a déclenché une polémique et a nécessité une votation populaire à l'échelle communale le 9 février 2014 qui - avec 61 % d'avis favorables - a finalement donné le feu vert à sa réalisation. Alors que la construction du quartier des Cèdres a débuté en 2017, l'édification de la tour végétalisée est toujours en cours en 2021 à la suite des désaccords survenus entre les promoteurs immobiliers du projet,.

### Mobilité

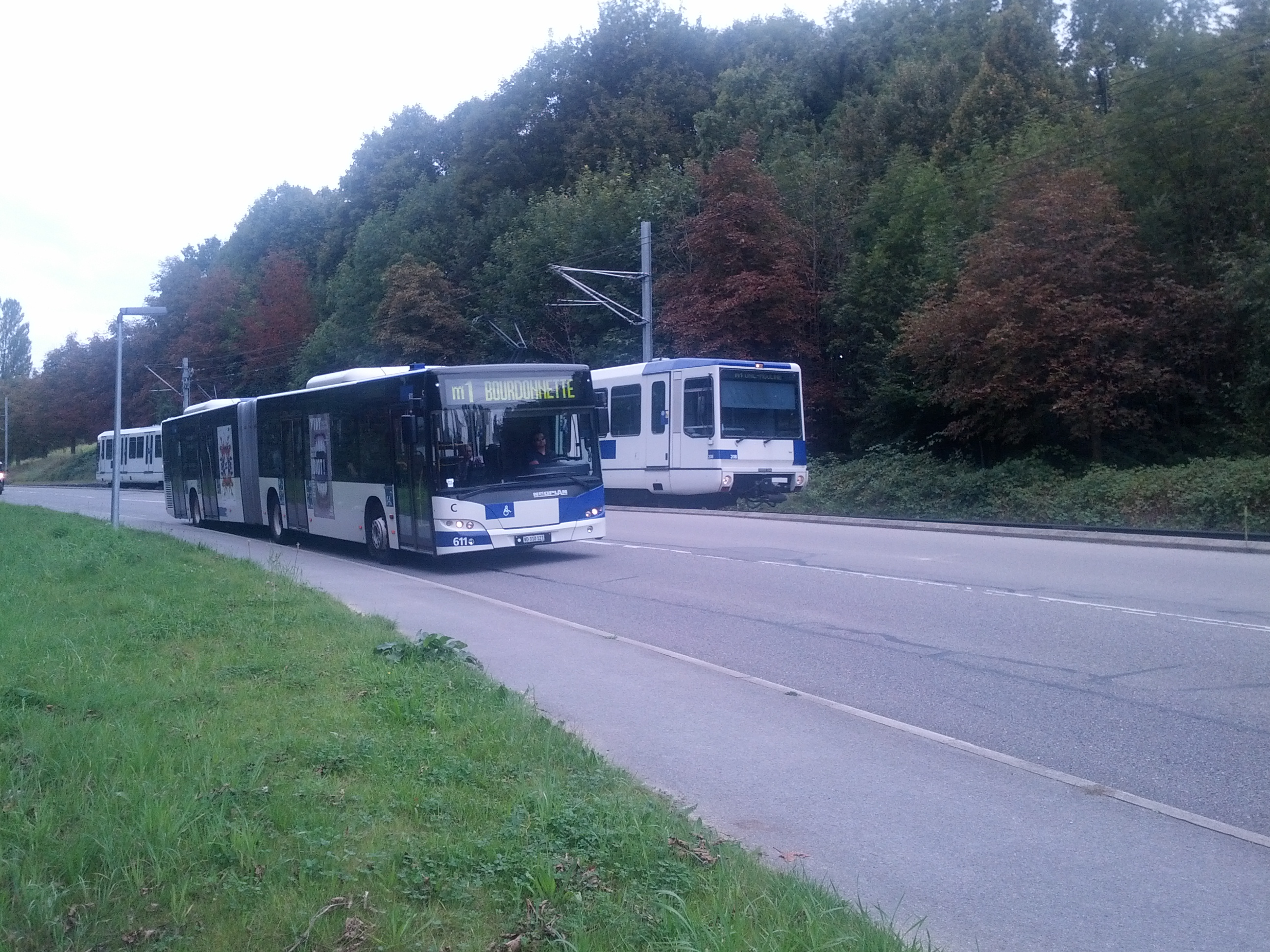
Le métro M1 et un bus des TL à Chavannes-près-Renens, aux abords du campus de l'Université de Lausanne.

#### Métro et bus
La commune est desservie par le M1, la ligne M1 du métro de Lausanne, qui épouse partiellement le tracé des frontières communales. Depuis son inauguration le 24 mai 1991, cette ligne de métro constitue la limite avec la commune d'Écublens, mais se trouve au cœur du campus des Hautes Écoles.
La commune est desservie par la ligne de trolleybus 25 et par les lignes de bus 31, 32.

#### Train
La gare de Renens est facilement accessible à pied et la passerelle rayon vert, inaugurée en 2021, permet d'accéder à la commune voisine de Renens.
Elle est desservie par des trains des Chemins de fer fédéraux suisses (CFF) et par la ligne M1 du métro de Lausanne.

## Toponymie
La plus ancienne mention historique connue de Chavannes-près-Renens date de 1272 sous la forme de Chavanes. Étymologiquement, une « chavanne » est un nom féminin donné à une petite habitation faite de terre et de bois (« cabane »). Le toponyme Chavannes est répandu en Suisse romande et dans le canton de Vaud en particulier. La précision géographique « près-Renens » a été ajoutée pour distinguer la localité de ses homonymes. Avec la marque du pluriel, « Chavannes-près-Renens » désigne littéralement un groupement de logements proche de Renens.

## Histoire

Les environs de Chavannes-près-Renens en 1960, peu avant la construction de l'autoroute. Chavannes se trouve dans le quart supérieur droit de l'image, avec sa composante industrielle en-dessous des voies de chemin de fer et sa composante rurale plus bas, délimitée par l'arc boisé au centre de l'image (qui suit le tracé de la Sorge).

Des vestiges de l'âge du Bronze, de l'époque romaine ainsi que du haut Moyen Âge ont été retrouvés sur le territoire de Chavannes-près-Renens. Son histoire commence véritablement au Moyen Âge central avec sa première mention dans les sources en 1272.

### Moyen Âge (1272-1536)
En 1272, les moulins de Chavannes sont mentionnés par Jean de Cossonay, évêque de Lausanne. En 1359, la seigneurie de Vaud est achetée par le comte de Savoie et tant les nobles que le chapitre de la cathédrale de Lausanne perçoivent des droits féodaux à Chavannes. Soumise au régime épiscopal de la Maison de Savoie et de l'Évêché de Lausanne, les communiers de Chavannes marchent lors de cette période sous la bannière lausannoise du Pont (1368). Dès 1536, Chavannes, comme Lausanne et le Pays de Vaud passe sous administration bernoise, donc adopte la Réforme.

### Époque moderne (1536-1798)
Libérée de la tutelle épiscopale et des baillis savoyards, Chavannes est englobée dans le bailliage de Lausanne. Les Bernois fondent en 1547 l'Académie de Lausanne (future UNIL) dans la ville voisine. En 1550, la dîme de Chavannes est rachetée par le fribourgeois Sébastien Loys et le futur du village devient alors intimement lié à cette famille. La bourgade connaît durant cette époque un phénomène de proto-industrialisation avec l'installation d'une usine à papier au lieu-dit de la Blancherie. Au XVIIIe siècle, la ville de Lausanne détient tous les droits de juridiction de la localité, alors qu'au spirituel, la localité est rattachée à la paroisse d'Écublens.

### Époque contemporaine (dès 1798)
Après la Révolution vaudoise et l'invasion française de 1798, le bourg se dote d'un statut politique en devenant une commune à part entière des éphémères République helvétique et canton du Léman. Sous la tutelle française a lieu la première séance de la municipalité (pouvoir exécutif) de Chavannes-près-Renens en 1800. En 1803, la commune de Chavannes-près-Renens rejoint le district de Morges, sous l'Acte de Médiation. Une première délimitation du territoire communal a lieu en 1827 et sa forme définitive est reconnue en 1887, dans le cadastre communal.

#### Métamorphose de la commune (1900-1964)
Jusqu'au XIXe siècle, l'activité économique de la commune demeure largement basée sur le secteur primaire, soit l'agriculture et le maraichage à destination de Lausanne. L'édification d'une gare de triage et d'une halte de voyageurs au Nord du territoire de Chavannes par la Compagnie de l'Ouest-Suisse va modifier son devenir. La présence d'une voie de communication d'importance nationale développe la gare de Renens et stimule l'apparition d'un secteur secondaire sur le territoire de Chavannes. La construction de la ligne ferroviaire Morges-Yverdon a un impact sur son économie et provoque l'expansion des quartiers au nord de la commune. Diverses entreprises s'installent et attirent de la main-d'œuvre. La commune fixe ses armoiries et se connecte au réseau électrique. La démographie croissante contraint la commune à construire un nouveau collège, au sud (aujourd'hui nommé le « Vieux-Collège »), dans ce qui était le centre du village en 1904. En 1910 s'ensuit la construction d'une salle de spectacle et d'un marché couvert en direction de la gare de Renens. Une année plus tard, la commune de Chavannes dépasse le millier d'habitants et troque son Conseil général (désigné) contre un Conseil communal (élu), pour son législatif.
La première entreprise qui participe à l'essor de la Chavannes est la Poterie moderne initiée par le syndic Menétrey, qui transforme l'argile locale en poterie (1902-1971). Cette nouvelle industrie encourage Menétrey a créer l'École suisse de céramique (1912-1969) en face de la fabrique. En 1925, l'industrialisation de la commune se poursuit avec la création de la fabrique de chocolats Perrier, célèbre pour ses controversées "Têtes de Nègre". Puis dans les années 1930, la commune de Chavannes-près-Renens voit la fondation sur son territoire des Jus Michel et de la fabrique de brosses industrielles Alco où l’ingénieur De Mestral inventera le Velcro et qui le commercialisera avec la firme américaine 3M. Enfin de la fabrique d'ameublement vient s'ajouter à partir de 1938. L'apparition de l'industrie ne fait pas disparaître le maraîchage et l'arboriculture pour autant. Ces activités continuent à approvisionner les marchés lausannois, et gardent une importance non négligeable dans la commune.

#### Chavannes «cité-dortoir» et pôle de recherches (1964-aujourd'hui)
Entre les années 1960 et les années 1980, Chavannes subit une forte désindustrialisation avec la fermeture de la fabrique de poterie en 1971, puis de la fabrique de chocolat en 1974.
En prévision de l'exposition nationale suisse de 1964, qui a eu lieu au sud de la ville de Lausanne, la Confédération planifie la première autoroute de Suisse N1, devenue l'autoroute A1 en direction du quartier de Vidy. Dès le printemps 1964, la commune de Chavannes est non seulement scindée entre un nord et un sud par la tranchée autoroutière, mais prise entre voies ferroviaires et routières, elle est fortement affectée par le développement urbain de Lausanne. En 1969, le Conseil Communal de Chavannes-près-Renens, dans son préavis 66/1969 décide de vendre la parcelle communale 381, dite campagne de Dorigny à la commune voisine de Lausanne, dont les effets se font ressentir aujourd'hui encore. En effet, dès 1975, l’État de Vaud débute la construction du bâtiment BSFH1 (Internef) sur cette parcelle chavannoise, au lieu-dit en Dorigny. Parallèlement, la commune connaît une deuxième croissance démographique et se dote de deux nouveaux collèges : La Concorde en 1972 et celui intercommunal de La Planta en 1977.
L'installation en 1970 de l'Université de Lausanne au sud du territoire communal, à la frontière avec Écublens rapproche la commune de Chavannes de la capitale vaudoise. L'arrivée de la vénérable Académie de Lausanne sur le territoire chavannois, ajoutées aux résolutions antérieures de la Confédération en matière d'éducation supérieure plonge la commune dans le secteur tertiaire. En effet, elles inaugurent la progressive urbanisation de la campagne chavannoise et transforment l'ouest lausannois en un pôle de recherches universitaires. Depuis lors, l'UNIL établit le BFSH1 Internef en 1977 à Chavannes, suivi par l'École polytechnique fédérale de Lausanne en 1978 à Écublens. Le canton construit les Archives cantonales vaudoises dans le quartier de la Mouline à Chavannes en 1985 et l'UNIL inaugure le BFSH2 Anthropole en 1987, à Chavannes toujours. L'Institut de hautes études en administration publique s'installe dans le Vieux-Collège de Chavannes en 1992, puis déménage à la Mouline en 2010 et se voit remplacé au centre du village de Chavannes par la Business School Lausanne. En 2006-2007, un nouveau bâtiment nommé Extranef est construit pour la faculté des HEC. Dernièrement, le canton transforme une ancienne fabrique de meuble en Geopolis, bâtiment universitaire destiné à la Géographie et aux sciences sociales. L'ensemble du pôle de recherches qui accueille en 2017 environ 30 000 étudiants est desservi depuis 1991 par le métro M1 (TSOL), qui relie la gare de Renens au centre-ville de Lausanne.
L'important développement urbain et des activités universitaires dans l'Ouest lausannois modifient profondément la vie de la commune de Chavannes. Malgré l'arrivée des activités de recherches universitaires sur le territoire communal, Chavannes est victime du phénomène de cité-dortoir ; en témoignent les statistiques communales de l'an 2000 qui indiquent que 78 % de la population active travaille en dehors de la commune. Cet état de fait s'explique probablement par le développement des transports, la désindustrialisation et la disparition du secteur primaire avec l'installation de l'Université de Lausanne sur le territoire communal.
Cette rapide transformation autant urbaine qu'économique se retrouve dans les communes voisines de Chavannes. Cette mutation partagée entre les communes autour de Renens engage le Conseil d'État du canton de Vaud à proposer un district de l'Ouest lausannois en 2005 dans le cadre de la refonte territoriale prévue par la nouvelle constitution cantonale de 2003. Ce nouveau district voit finalement le jour le 1er janvier 2008. Alors que Chavannes était autrefois la commune la plus orientale de l'ancien district de Morges, elle est aujourd'hui bien ancrée dans un Ouest lausannois qui se profile comme un nouveau centre pour l'agglomération lausannoise. Sur la scène internationale, l'Ouest lausannois se sert de ses hautes écoles (EPFL, ECAL, UNIL) comme d'une vitrine pour augmenter l'attractivité de son territoire auprès des entreprises et par là même favoriser leur établissement,.
Cette stratégie de développement fondée sur des activités à haute valeur ajoutée ne va pas sans poser des questions concernant la cohérence des projets à l'œuvre, d'une part, et de son adéquation avec la composition sociale des communes de l'ouest lausannois, d'autre part ; quoique plus diversifiée qu'il n'y paraît, sa population demeure tout de même globalement moins qualifiée que le reste de l'agglomération. Avec ce caractère plus populaire que l'est lausannois, la commune de Chavannes et ses voisines pourraient, selon des géographes et urbanistes locaux, connaître à terme un processus de gentrification.

## Patrimoine bâti
Temple réformé (ch. des Glycines 1), édifice pittoresque de 1906-1908.

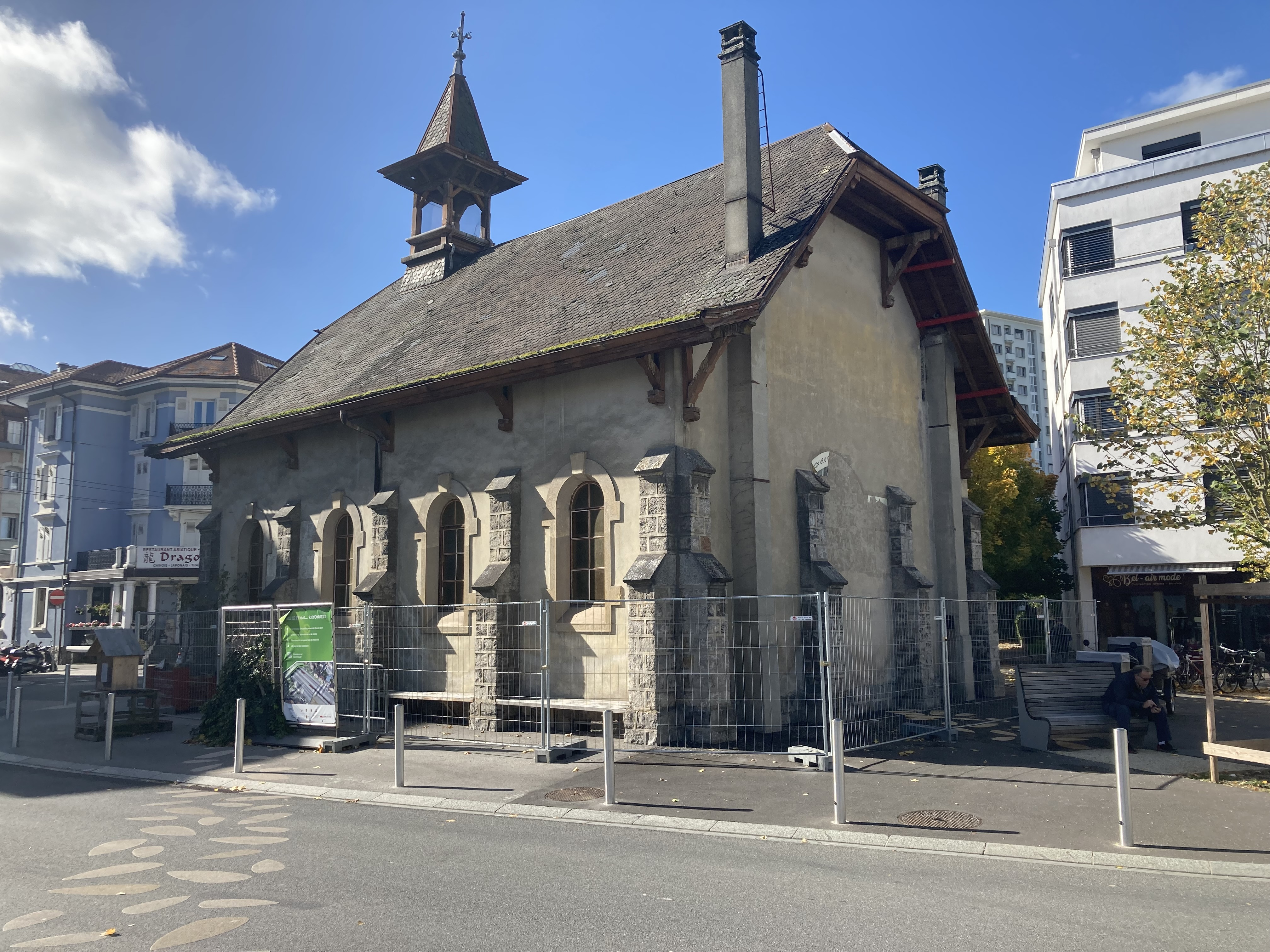
Église libre de Chavannes

Ancienne chapelle de l'Église libre, sise à l'av. du Tir-Fédéral no 2, est un lieu de culte Heimatstil, construit en 1902 par les architectes Charles Mauerhofer et Adrien Van Dorsser. Entre 1845 et 1847, l'église évangélique libre du canton de Vaud, d'obédience protestante, s'oppose au politique et au spirituel à l’Église évangélique réformée du canton de Vaud (EERV), trop liée à l’État radical. Cette dissidence politique et spirituelle entre EERV et l'Église libre a duré jusqu'en 1965. Tout d'abord destinée à la démolition, ce bâtiment est aujourd'hui classé au patrimoine cantonal.
Le Nouveau Collège est une ancienne école Heimatstil (route de la Maladière 21) avec dômes et clochetons, édifiée par l'architecte Georges Épitaux. En 1904, la Commune de Chavannes-près-Renens inaugure au centre du village historique ce bâtiment administratif sur la parcelle 357. En 1934, la Commune de Chavannes-près-Renens y installe son Administration communale. En 1974, pour faire face à l'accroissement de la population, la Commune de Chavannes-près-Renens y installe à nouveau des élèves. En 1992, la Commune de Chavannes-près-Renens voit l'Institut de Hautes Études en Administration Publique (IDHEAP) s’y installer. En 2010, la Commune de Chavannes-près-Renens voit la Business School of Lausanne (BSL) s'y installer.

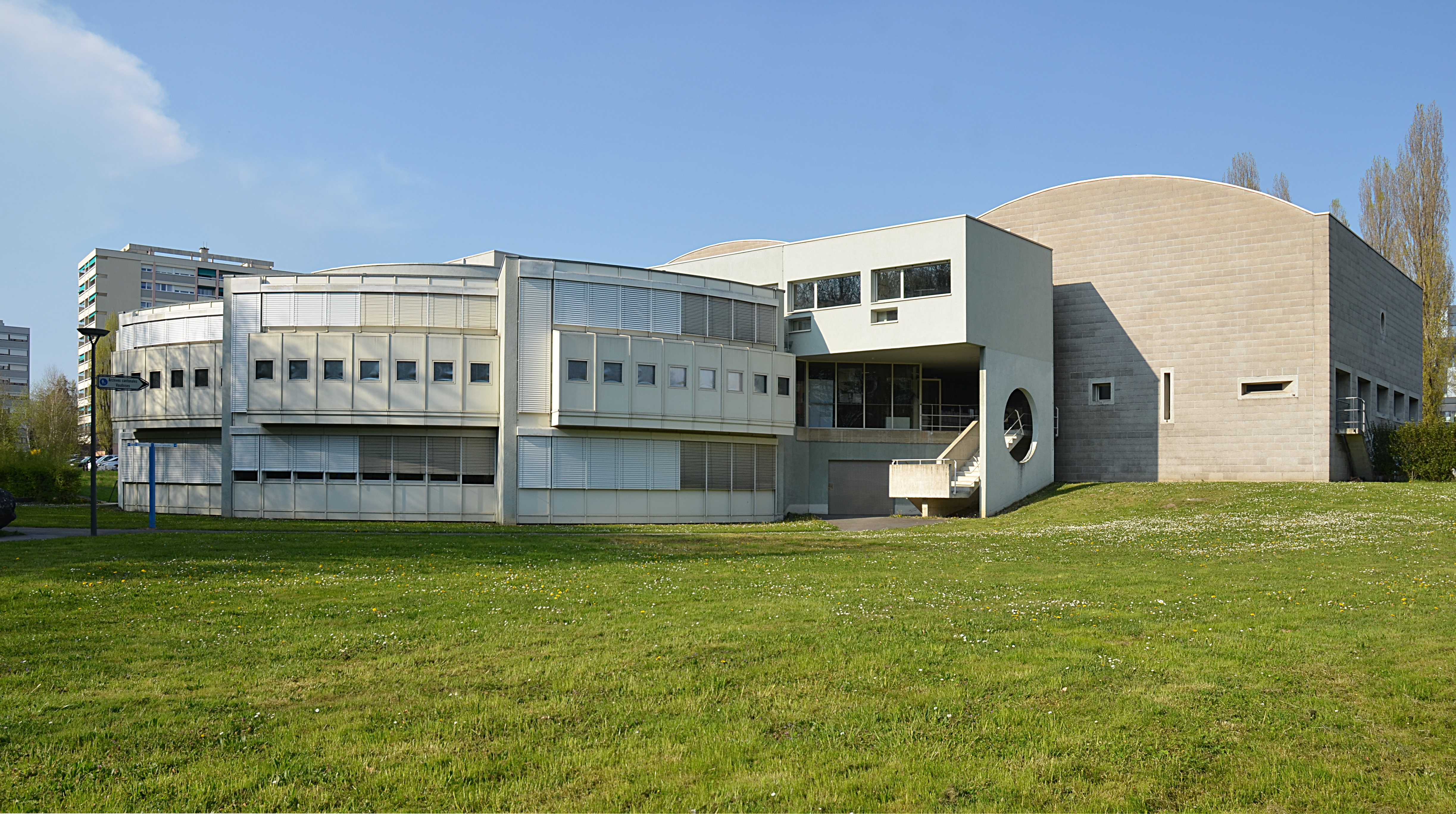
Le bâtiment des Archives cantonales vaudoises à Chavannes-près-Renens.

Chavannes héberge sur son sol les divers bâtiments des Archives cantonales vaudoises à la rue de la Mouline 32, dont les silos de stockage et l'administration. Cette institution fait partie des biens culturels fédéraux d'importance nationale.
La commune comporte aussi différents bâtiments de l'université de Lausanne (sites de Dorigny et de Mouline), mais aussi l'Institut de hautes études en administration publique.

## Politique
Dans les années 2010, Chavannes-près-Renens est une commune majoritairement à gauche[source insuffisante].
Lors des élections fédérales de 2015 pour le renouvellement Conseil national, les cinq principales forces politiques de la commune sont le Parti socialiste (30,69 %), l'Union démocratique du centre (18,33 %), le Parti libéral-radical (12,69 %), Les Verts (6,94 %) et le Parti ouvrier et populaire allié à SolidaritéS (2,71 %). Le taux de participation dans la commune s'élève à 34,45 %.
Lors des élections communales de 2016 pour le renouvellement du Conseil communal (législatif), le Parti socialiste se classe premier avec vingt sièges, devant la liste Chavannes-Ensemble (entente communale) avec seize sièges ; viennent ensuite le Parti libéral-radical (neuf sièges) et l'Union démocratique du centre (cinq sièges). Le taux de participation dans la commune s'élève à 31,94 %.
Lors des élections cantonales de 2017 pour le renouvellement du Grand Conseil (législatif), le Parti socialiste arrive en tête avec 42,97 % des voix, devant le Parti libéral-radical avec 18,26 % et Les Verts, qui deviennent la troisième plus importante famille politique de la commune avec 10,65 % ; suivent dans l'ordre l'Union démocratique du centre (10,54 %), Ensemble à gauche (9,37 %) et enfin la liste du centre (8,21 %). Le taux de participation dans la commune s'élève à 30,82 %.
Lors des élections fédérales de 2019 pour le renouvellement du Conseil national, les cinq principales forces politiques de la commune sont le Parti socialiste (28,44 %), Les Verts (19,36 %), l'Union démocratique du centre (13 %), le Parti libéral-radical (10,59 %), et le Parti ouvrier et populaire (6,66 %). Le taux de participation dans la commune s'élève à 33,56 %.
Lors des élections communales de 2021 pour le renouvellement du Conseil communal (législatif), le Parti socialiste se classe premier avec 21 sièges, le Parti libéral-radical arrive deuxième avec 11 sièges, puis viennent Les Verts avec neuf sièges et la liste Chavannes-Ensemble (entente communale) avec neuf sièges également. Le taux de participation dans la commune s'élève à 27,63 %.

## Population et société

### Gentilé
Les habitants de la commune se nomment les Chavannois.

### Démographie

#### Évolution de la population
La commune compte 9 311 habitants au 31 décembre 2023 pour une densité de population de 5 643 hab/km2. Sur la période 2010-2023, sa population a augmenté de 34,6 % (canton : 18,6 % ; Suisse : 9,4 %).  

#### Pyramide des âges
En 2023, le taux de personnes de moins de 30 ans s'élève à 48,1 %, au-dessus de la valeur cantonale (34,6 %). Le taux de personnes de plus de 60 ans est quant à lui de 13,9 %, alors qu'il est de 22,5 % au niveau cantonal.
La même année, la commune compte 4 845 hommes pour 4 466 femmes, soit un taux de 52 % d'hommes, supérieur à celui du canton (49,1 %).
| Hommes | Classe d’âge | Femmes |
| ------ | ------------ | ------ |
| 0,3    | 90 ans ou +  | 0,5    |
| 3,8    | 75 à 89 ans  | 5,9    |
| 7,9    | 60 à 74 ans  | 9,4    |
| 15,4   | 45 à 59 ans  | 16,2   |
| 21,5   | 30 à 44 ans  | 22,9   |
| 37,0   | 15 à 29 ans  | 30,1   |
| 14,1   | - de 14 ans  | 15,0   |

| Hommes | Classe d’âge | Femmes |
| ------ | ------------ | ------ |
| 0,6    | 90 ans ou +  | 1,4    |
| 6,5    | 75 à 89 ans  | 8,7    |
| 13,5   | 60 à 74 ans  | 14,3   |
| 20,9   | 45 à 59 ans  | 20,9   |
| 22,3   | 30 à 44 ans  | 21,7   |
| 19,6   | 15 à 29 ans  | 17,7   |
| 16,6   | - de 14 ans  | 15,3   |

#### Langues et religions
Concernant les langues parlées, lors du recensement de la population en Suisse en 2000, 4 454 (73 %) chavannois déclarent utiliser le français comme langue principale, 387 (6,4 %) disent parler majoritairement l'italien, 277 (4,6 %) revendiquent se servir avant tout de l'allemand, une personne prétend parler le romanche et le reste de la population parlerait en premier lieu d'autres langues.
Au spirituel, les Archives révèlent que le nombre des catholiques équivaut celui des protestants dans les années 1970. Le recensement en 2000 a montré que 2 481 habitants (40,9 %) se prétendent catholiques, alors que 1 440 (23,8 %) se disent protestants (Église évangélique réformée du canton de Vaud). En ce qui concerne le reste de la population, 166 personnes (2,74 %) se déclarent comme membres de l'église orthodoxe, alors que 267 personnes (4,4 %) appartiendraient à d'autres branches du christianisme. Concernant les autres religions en 2000, neuf personnes se disent (0,15 %) juives et 576 Chavannois (9,50 %) se revendiquent musulmans. Le recensement de 2000 comptabilise également 26 personnes bouddhistes, 37 Chavannois se réclamant de l'hindouisme et neuf individus appartenant à d'autres confessions. 834 personnes (13,76 %) déclarent n'appartenir à aucune confession ou alors se disent soit agnostiques soit athées. Finalement, 345 sondés (5,69 %) n'ont pas répondu à la question.

#### Population étrangère
En 2015, l'Ouest lausannois est le district suisse qui possède le plus fort pourcentage de population étrangère (45,9 %). La commune de Chavannes-près-Renens dépasse cette moyenne, puisque la même année 51,7 % de sa population ne possède pas le passeport suisse. Proportionnellement au nombre d'habitants, elle est en 2015 la septième commune suisse avec le plus de résidents étrangers. Dans les années 2010, le nombre de ressortissants étrangers a dépassé le nombre des confédérés, mais la Commune grâce à une politique de naturalisation dynamique, intègre sa population allogène.

### Éducation
L'éducation obligatoire des enfants de la commune est assurée par l'Établissement Primaire et Secondaire de Chavannes-près-Renens et Saint-Sulpice. Trois collèges se trouvent sur la commune de Chavannes-près-Renens et rassemblent la plupart des élèves de cette commune :
- le collège de la Plaine regroupe des classes enfantines et primaires ;
- le collège de la Concorde regroupe des classes enfantines et primaires ;
- le collège de la Planta regroupe des classes secondaires.

## Économie
En 2015, la commune comptabilise 4 406 emplois. L'immense majorité d'entre eux se trouve dans le secteur tertiaire (4 427) : 179 postes entrent dans le secteur secondaire et aucun dans le secteur primaire. Ces emplois sont répartis entre 54 établissements du secteur secondaire et 256 du secteur tertiaire.
Selon des chiffres de 2014, la population de Chavannes-près-Renens est économiquement modeste, puisque le revenu moyen net de la commune se monte annuellement et par contribuable à 68 075 francs, soit une somme en dessous de la valeur moyenne nationale qui s'élève pour sa part à 84 186 francs par année. D'après des données cette fois-ci de 2011, en calculant le revenu annuel médian net, cette constatation du caractère modeste de la population de Chavannes-près-Renens demeure (49 300 francs par année), surtout en comparaison avec le reste de la région lémanique.

## Culture et patrimoine

### Patrimoine bâti

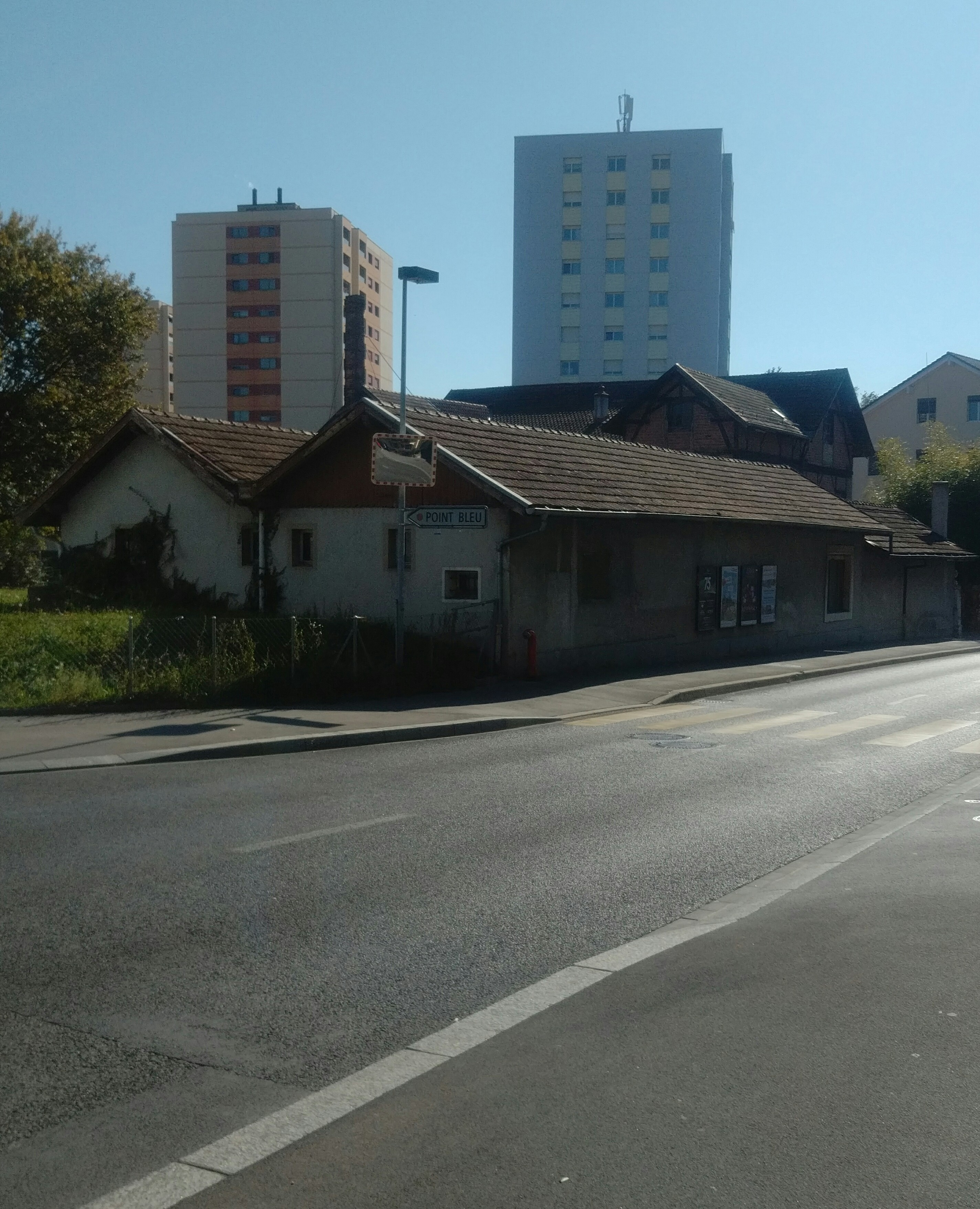
Vestiges des bâtiments de la Poterie Moderne (1902-1977)
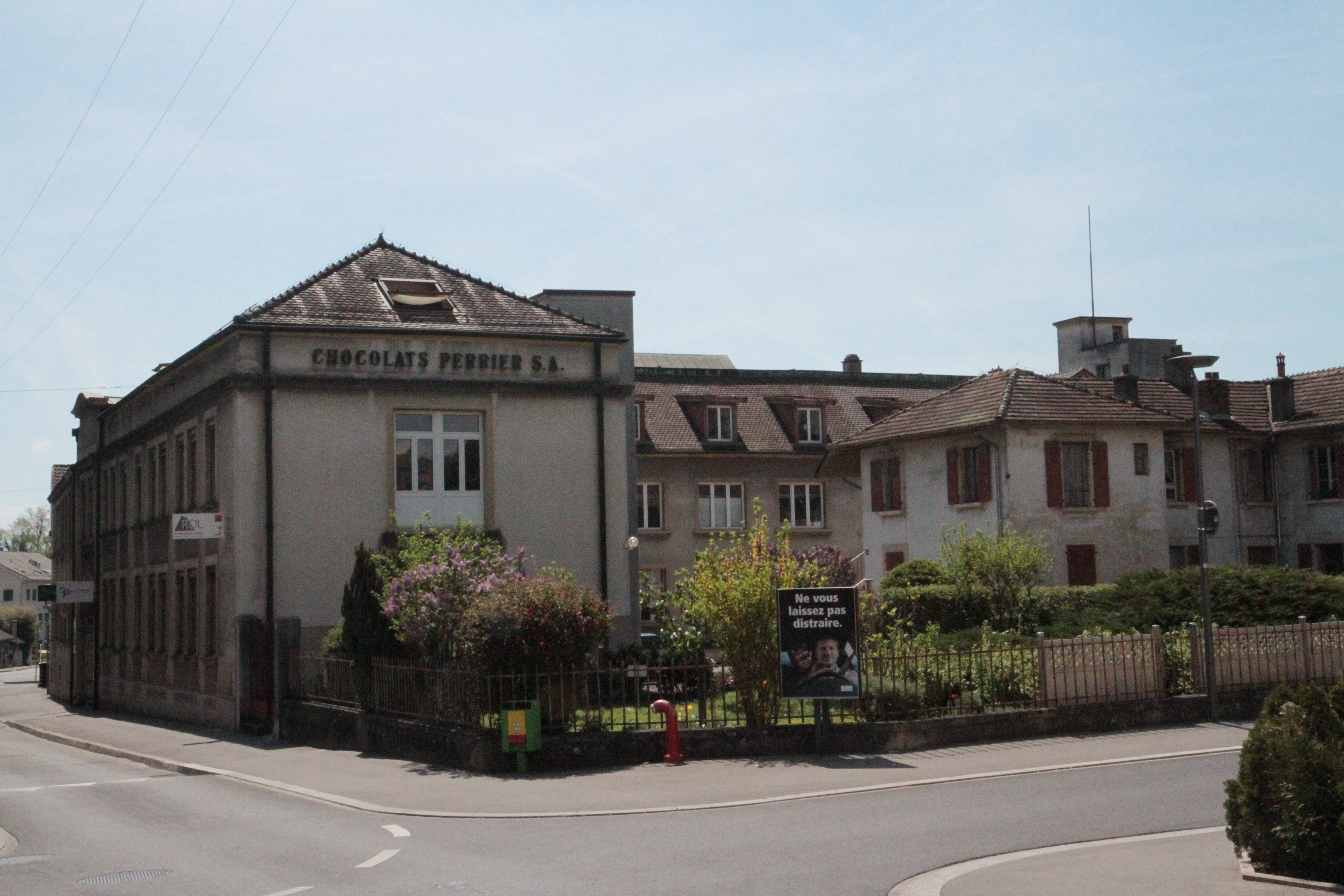
Usine Perrier (1927-1977)
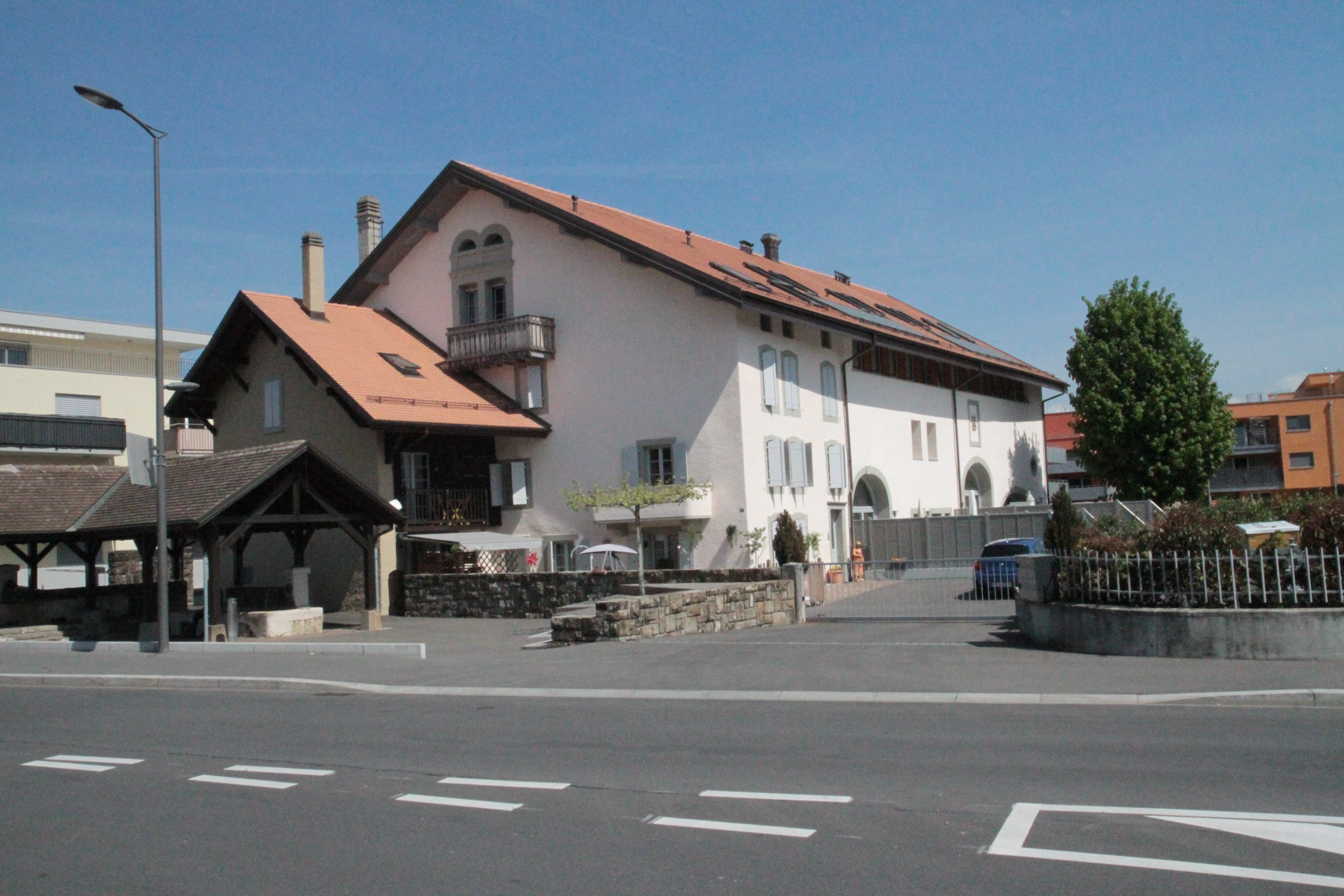
Ferme Menétrey, rénovée en plusieurs appartements.
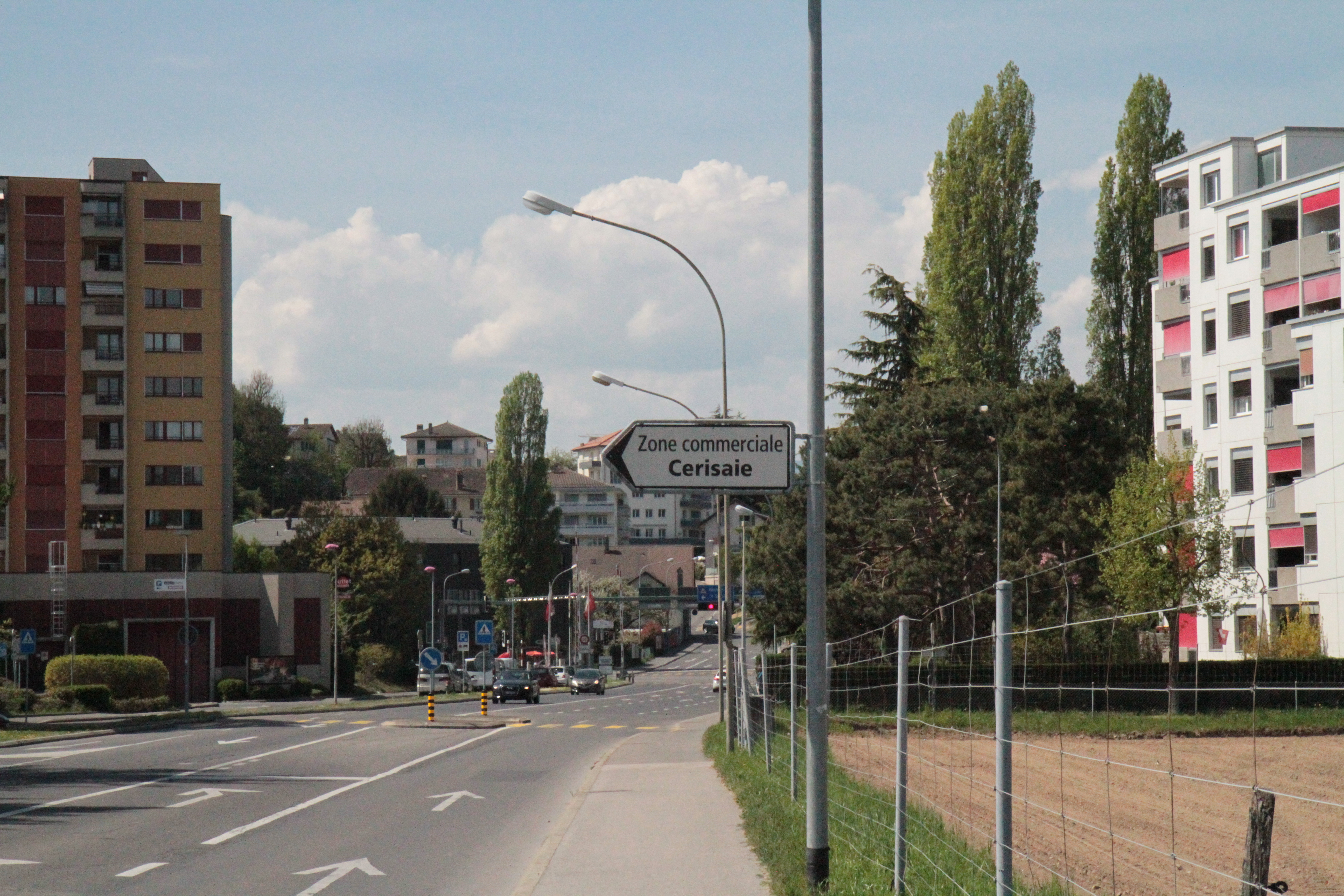
Le passé arboricole de la commune se retrouve dans ses lieux-dits.
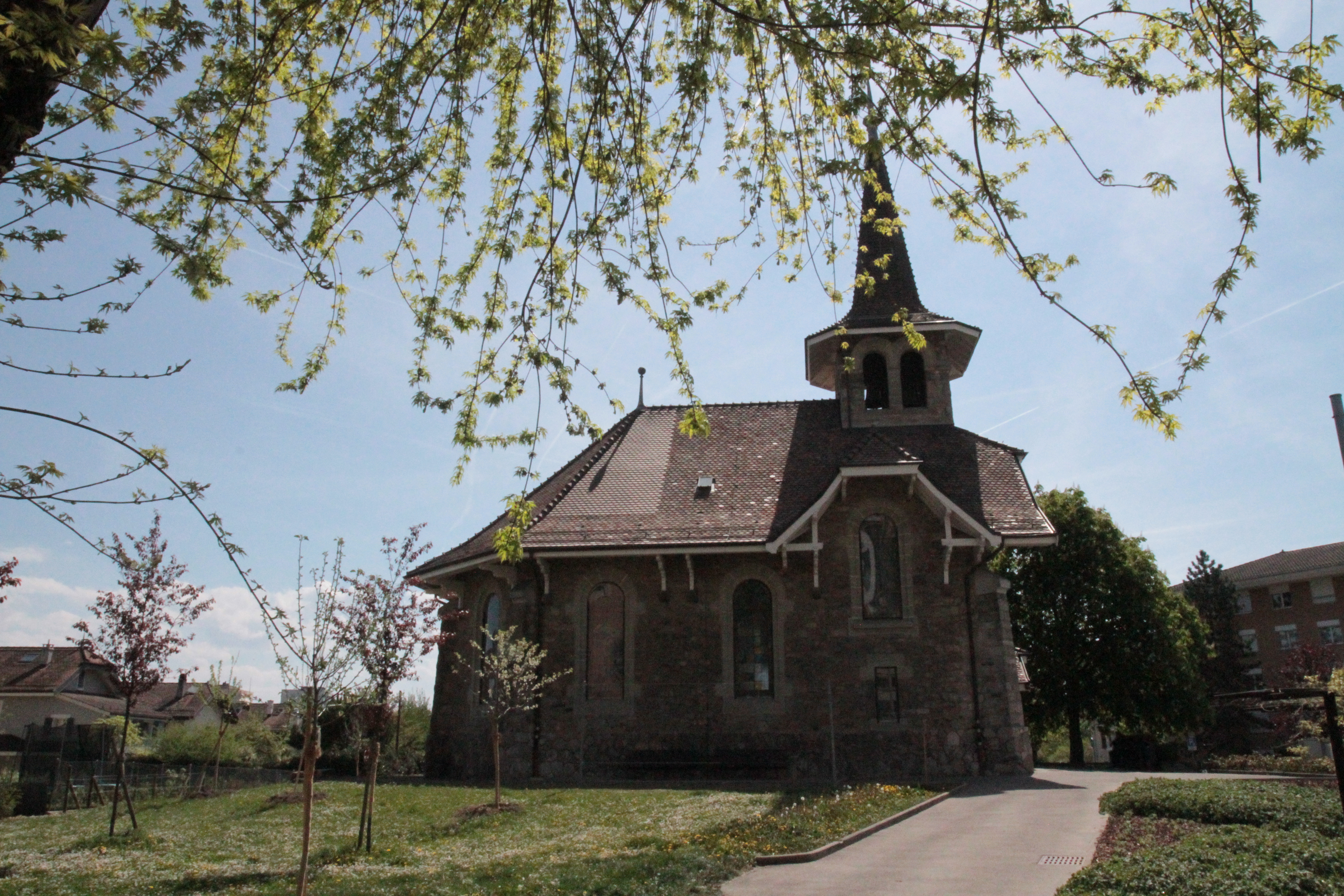
Le temple de Chavannes.
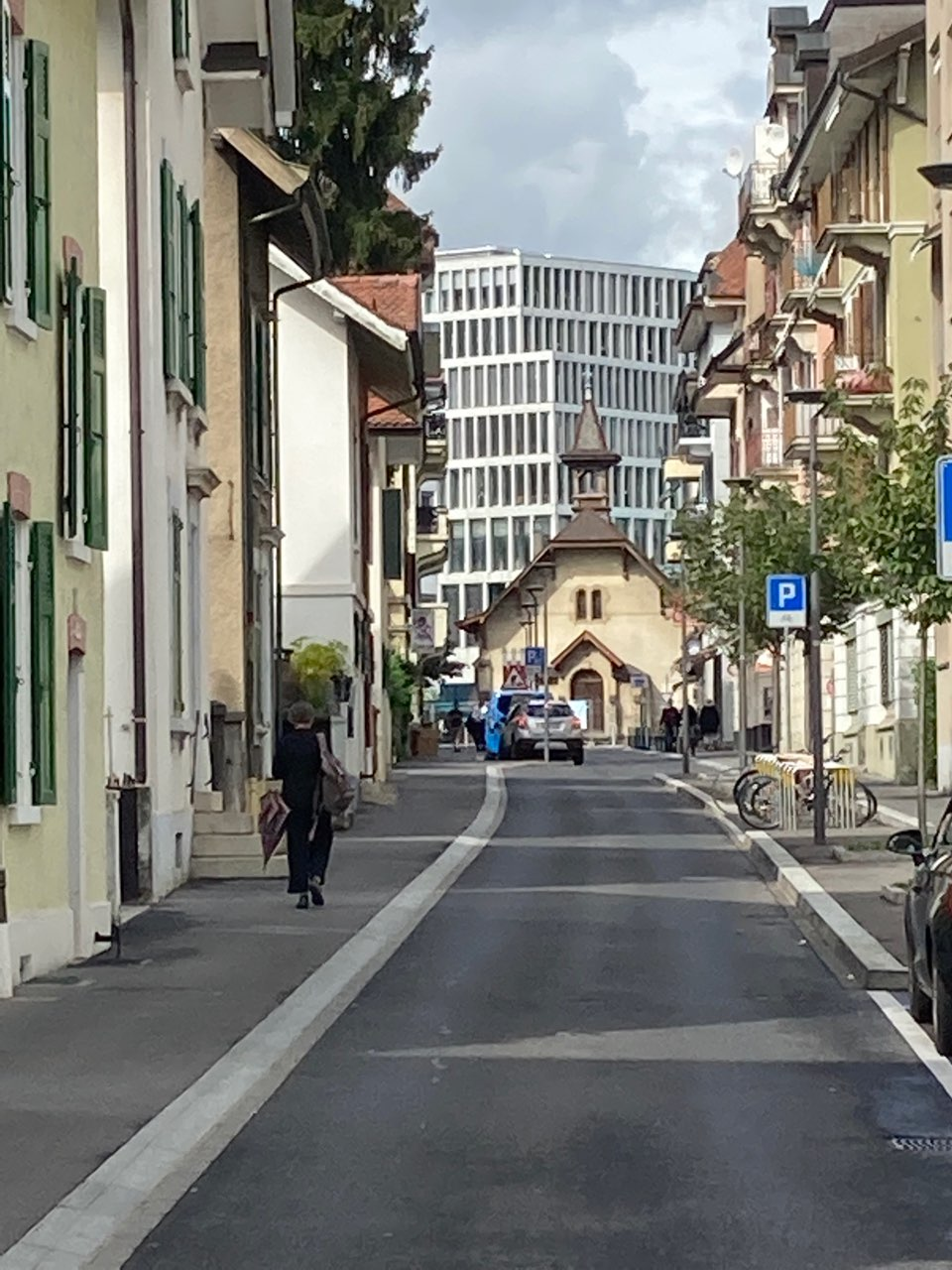
Église libre de Chavannes
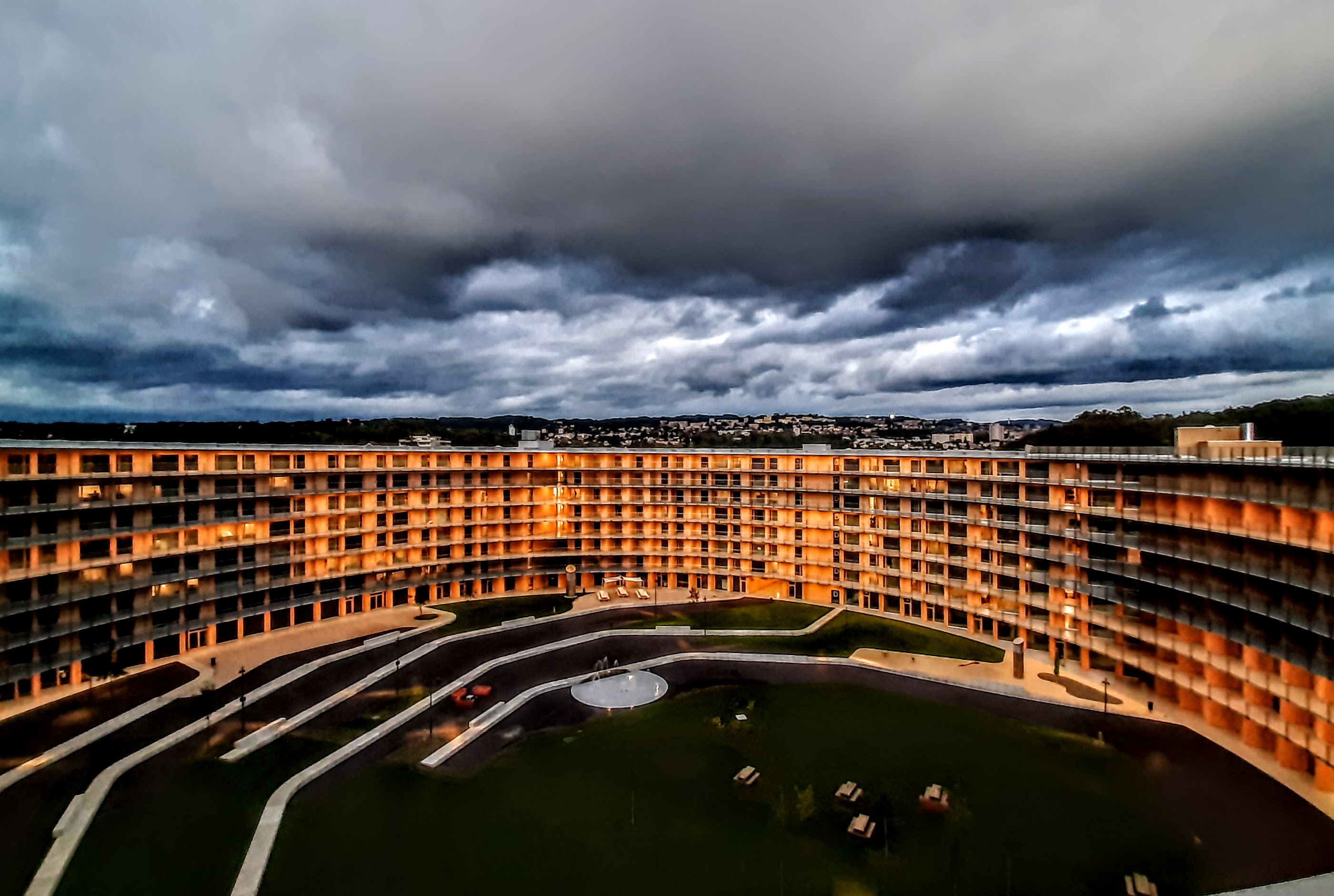
Bâtiment du Vortex pour les étudiants de l'UNIL
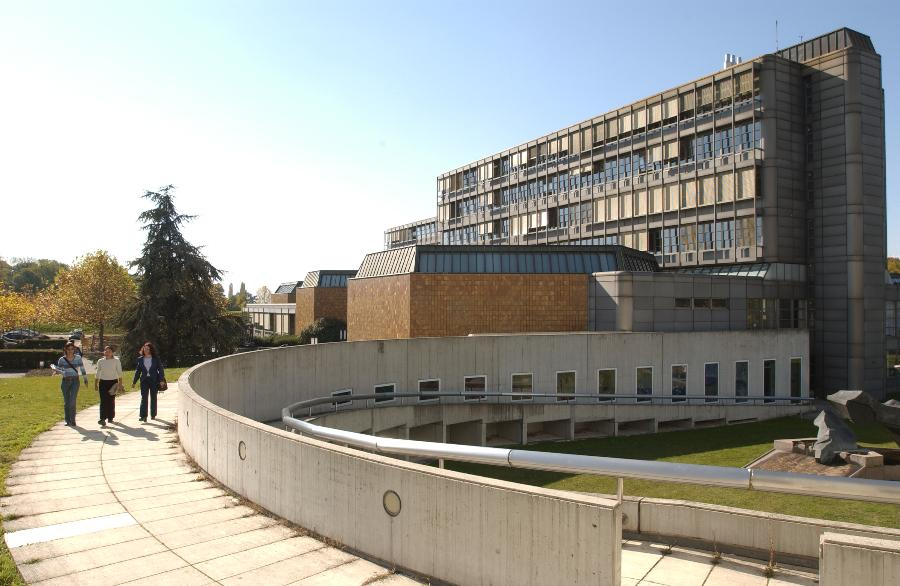
UNIL BFSH1 Internef
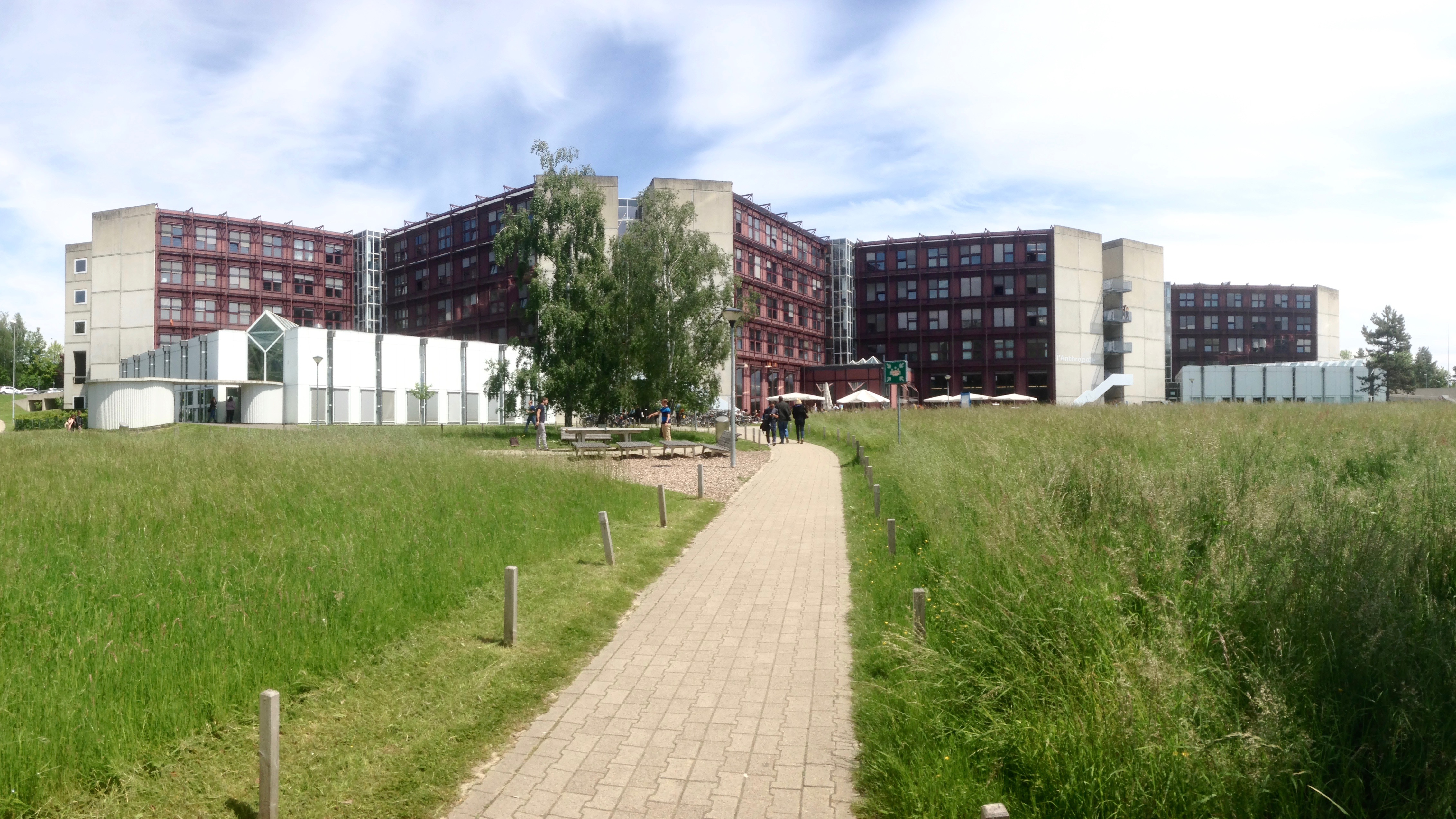
UNIL BFSH2 Anthropole
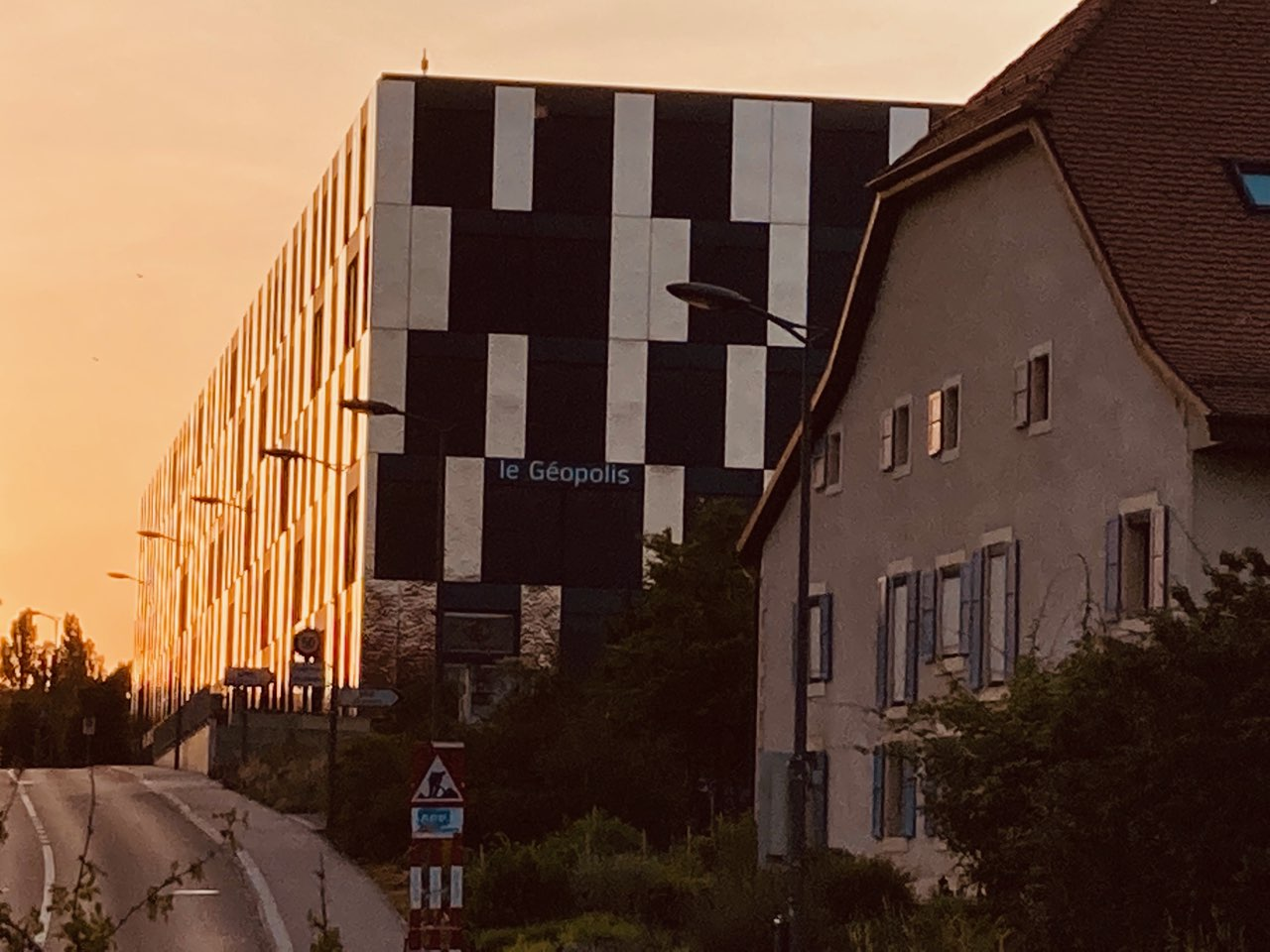
Bâtiment Géopolis derrière la ferme de la Mouline

### Personnalités liées à la commune
- Roger Federer — tennisman suisse professionnel né en 1981 — a fréquenté le collège de la Planta (1995-1997) dans le cadre de deux années de sport-études organisées par Swiss Tennis[79].
- Sergei Aschwanden — judoka suisse professionnel né en 1975 — a également fréquenté le collège de la Planta durant son adolescence[80].

### Héraldique
| Blason de Chavannes-près-Renens | Blason  | Coupé d’argent et de gueules, à l’arche de pont de sable brochante, accompagnée en chef d’un trochet de trois cerises de gueules, tigées et feuillées de sinople. |
| Blason de Chavannes-près-Renens | Détails | Ce blason est adopté en 1905, mais ne trouve sa forme définitive qu'en 1930. Le pont ainsi que le fond rouge et blanc rappellent la bannière du quartier du Pont de Lausanne sous laquelle marchaient les citoyens de Chavannes au Moyen Âge. Les cerises ont pour leur part été choisies compte tenu de l'importance des vergers dans la vie de la commune au début du XXe siècle. Il s'y cultivait une cerise aux fruits foncés et au jus peu sucré appelée la « Noire de Chavannes » ou cœur de pigeon. Cette variété existe encore par ailleurs. Cela dit, le rouge des cerises des armoiries de la commune (de gueules) a été préféré au noir (sable) probablement pour des raisons esthétiques, étant donné la couleur déjà noire du pont repris de la bannière du quartier du Pont de Lausanne. Les armoiries de la commune sont approuvées par le canton de Vaud. |

### Fonds d'archives
Fonds : Archives de Chavannes [~200 ml]. Chavannes-près-Renens : Archives de Chavannes (présentation en ligne).